# Campionati europei di karate 1992
La 27ª edizione del campionato europeo di karate si è svolta a Boscoducale nel 1992. Hanno preso parte alla competizione 420 karateka provenienti da 32 paesi.

## Campioni d'Europa

### Kata
| Categoria             | Vincitore         |
| Individuale maschile  | Luis-María Sanz   |
| Individuale femminile | Maite San Narciso |
| Squadre maschili      | Francia           |
| Squadre femminili     | Spagna            |

### Kumite
| Categoria              | Vincitore           |
| Fino a 60 kg maschile  | Damien Dovy         |
| Fino a 65 kg maschile  | Jesus Juan Rubio    |
| Fino a 70 kg maschile  | R. Rivano           |
| Fino a 75 kg maschile  | Thomas Herrero      |
| Fino ad 80 kg maschile | Morten Alstadsæther |
| Oltre 80 kg maschile   | Serge Tomao         |
| Open maschile          | Toni Dietl          |
| Fino a 53 kg femminile | Sari Laine          |
| Fino a 60 kg femminile | M. Samuel           |
| Oltre 60 kg femminile  | Silvia Wiegärtner   |
| Open femminile         | Sari Laine          |
| Squadre maschili       | Regno Unito         |
| Squadre femminili      | Regno Unito         |